# Membraanverkeer

Diagram van het endomembraansysteem

Membraanverkeer (Engels: membrane trafficking), ook wel vesikeltransport genoemd, is het geheel van processen waarmee eukaryotische cellen stoffen in het cytoplasma via membraan-omsloten blaasjes (vesikels) verplaatsen, verwerken en lokaliseren. Dit systeem is essentieel voor de regulatie van het eiwit- en lipidenverkeer in de cel. Diverse organellen zijn bij membraantransport betrokken, waaronder het endoplasmatisch reticulum (ER), golgi-apparaat, de endosomen, lysosomen en het plasmamembraan. Membraantransport is van belang bij processen als secretie, endocytose en de overdracht van neurotransmitters.
Cellulaire membranen zijn zeer dynamisch. Het intracellulair transport van stoffen wordt dan ook strikt gecoördineerd door regulatoire eiwitten: zij verzorgen onder meer de vorming van vesikels, transport over het cytoskelet, en fusie met het membraan van bestemming. Coat-eiwitten (zoals clathrine, COPI en COPII) zijn nodig voor vesikelvorming, monomere GTPases (zoals Rab- en ARF-eiwitten) voor herkenning en targeting, en SNARE-eiwitten voor membraanfusie. De specificiteit van deze interacties voorkomt ongecontroleerde vermenging van inhoud tussen compartimenten.
Stoornissen in membraantransport zijn in verband gebracht met diverse ziekten bij de mens, waaronder neurodegeneratieve aandoeningen, infectieziekten (pathogeen–gastheerinteracties) en tumorgroei. Het intracellulair transport in eukaryoten is voor een belangrijk deel opgehelderd in gistcellen. In 2013 werd de Nobelprijs uitgereikt voor het onderzoek naar de mechanismen van vesikeltransport binnen het endomembraansysteem.